# Joan II d'Alvèrnia
Joan II d'Alvèrnia (mort el 28 de setembre de 1404), fou comte d'Alvèrnia (1386-1404) i de Boulogne (1386-1404). Era fill de Joan I (mort el 1386), comte d'Alvèrnia i de Boulogne (1361-1386), i de Joana de Clermont (morta el 1383), senyora de Saint-Just.

## Biografia
Home malgastador, a causa de les deutes va haver de vendre la senyoria de Combrailles a Pere de Giac, canceller de França (del que el 1400 va passar al duc de Borbó Lluís II). Tot i així era considerat assenyat i bon conseller i va estar al servei del rei Carles VI de França.

### el seu matrimoni amb Eleonor de Comenge
L'11 d'agost de 1373, es va casar amb Eleonor de Comenge, filla de Pere Ramon II (comte vers 1341, mort vers 1376), comte de Comenge, i de Joana de Comenge (morta després de 1398).
D'aquesta unió va néixer:
- Joana II d'Alvèrnia (1378-1424), morta sense posteritat coneguda, que fou de propi dret comtessa d'Alvèrnia i comtessa de Boulogne (1404-1424) i pel seu primer matrimoni (vers 1389) amb Joan I de Berry (de 50 anys) fou duquessa d'Alvèrnia (Joana I) i duquessa de Berry (1389-1416) i pèl seu segon matrimoni amb Jordi de La Trémoille (1382-1446): comtessa de Guînes (1416-1424).

Eleonor es va sentir rebutjada pel seu marit que a més no feia res per recuperar la seva herència (el comtat de Comenge) del comte d'Armanyac que l'usurpava, i vers el 1380 es va retirar al comtat d'Urgell, el comte del qual era fill del rei d'Aragó i el seu oncle. De camí es va aturar a Orthez amb el seu cosí Gastó Febus comte de Foix, portant amb ella a la filla Joana que es va quedar allí i Gastó la va criar com una filla.

### Un cas de saturnisme medieval
El 1375, Joan II va sofrir durant set setmanes d'un abscés al cap que li va ocasionar febres contínues i li va tallar l'apetit. Consagrat a Urbà V, es va restablir en el transcurs del mes de setembre. Es va considerar un miracle!
En conseqüència el 23 de novembre de 1376, el seu metge, Pierre Talhan, que era també el cirurgià del duc de Borbó, va anar en pelegrinatge de Saint-Pourçain a Saint-Victor de Marsella i va dipositar sobre la tomba del papa una imatge de plata d'un pes de deu marcs.
El 1384 era a Avinyó, tornant de Catalunya on havia anat a socórrer al comte d'Empúries, el seu cosí, assetjat per Pere el Cerimoniós, rei a Catalunya i rei d'Aragó. Va ser llavors que la remor pública va acusar al seu cunyat, Ramon VIII de Turena, d'haver-lo enverinat en el moment d'un banquet donat pel cardenal Hug de Sant-Marcial.
La droga hauria estat tan violenta que les seves ungles i els seus cabells van caure i que va continuar estant afectat la resta de la seva vida. Aquests símptomes són avui considerats com característiques d'un enverinament per plom contingut al vi.

### ElMal Administradorespoliat pel duc de Berry
Tres anys més tard, considerat com a mig-boig i conegut sota el nom de Mal Administrador, va ser espoliat per Joan I de Berry en la vesprada del 6 de novembre de 1387. Caigut sota el control del duc, que l'espantava, el pobre comte li va cedir tots els seus feus.
Marcellin Bourdet, l'erudit alvernès, conta que: L'espoliació del comte d'Alvèrnia i de Boulogne, Joan II el Mal Administrador, es va realitzar en circumstàncies tan repugnants que Baluze, que va conèixer força bé l'enquesta on es troben explicades, ja que n'ha publicat una part, no ha gosat posar-los completament al dia.
Joan II va abandonar llavors l'Alvèrnia per anar a morir foscament, el 1404, en una hostaleria del raval de Saint-Marceau a París.

### Una temptativa de rehabilitació de part dels vescomtes de Turena
Sent la seva noia Joana va morir sense fills malgrat els seus dos matrimonis, i van ser els vescomtes de Turena els que van intentar rehabilitar la memòria del comte. La primera temptativa va ser feta, el 1441, per Pere, comte de Beaufort i vescomte de Turena, contra Bertran V de la Tour, comte d'Alvèrnia i de Boulogne.
L'assumpte va quedar estancant al Parlament de París; va ser la seva filla Anna de Beaufort, hereva de la vescomtat de Turena, poc després del seu matrimoni amb Annet IV de la Tour, senyor d'Oliergues, que va presentar de nou, el 1444, un pamflet per fer anul·lar la destitució de Joan II dels seus comtats d'Alvèrnia i de Boulogne.
Quaranta anys més tard (!), el 1484, el vescomte de Turena va rebre els esperats pronunciats pels parlamentaris que justificaven l'espoliació decidida i organitzada per Joan de Berry i li servia en bandeja de plata el verdader culpable, una pobra serventa anomenada Blanca de Paulet, cremada en el seu temps com a bruixa pel bisbe de Clarmont.

## Confusió
- No s'ha de confondre amb el duc Joan I d'Alvèrnia més conegut com a Joan I de Borbó (1381-1434), duc de Borbó (1410-1434) i comte de Forez (1417-1434) i per matrimoni amb la duquessa Maria I d'Alvèrnia, duc d'Alvèrnia (1416-1434) con Joan II d'Alvèrnia i comte de comte de Montpensier (1416-1434)

- No s'ha de confondre tampoc amb el duc Joan II d'Alvèrnia, conegut com a Joan II de Borbó (1426-1488) comte de Clermont-en-Beauvaisis, des de 1456 duc de Borbó i d'Alvèrnia, comte de Forez i príncep de Dombes.